# Taipei OEC Open 2018
Il Taipei OEC Open 2018 è stato un torneo professionistico di tennis femminile giocato sul sintetico indoor. È stata l'11ª edizione del torneo, che fa parte del WTA Challenger Tour 2018. Si è giocato alla Taipei Arena di Taipei in Taiwan dal 12 al 18 novembre 2018.

## Partecipanti

### Teste di serie
| Nazionalità | Giocatrice          | Ranking* | Testa di serie |
| ----------- | ------------------- | -------- | -------------- |
| Cina        | Zheng Saisai        | 46       | 1              |
| Thailandia  | Luksika Kumkhum     | 80       | 2              |
| Russia      | Margarita Gasparyan | 105      | 3              |
| Cina        | Zhu Lin             | 114      | 4              |
| Giappone    | Nao Hibino          | 119      | 5              |
| Russia      | Vitalia Diatchenko  | 120      | 6              |
| Uzbekistan  | Sabina Sharipova    | 122      | 7              |
| Giappone    | Misaki Doi          | 139      | 8              |

* Ranking al 5 novembre 2018.

### Altre partecipanti
Le seguenti giocatrici hanno ricevuto una wildcard per il tabellone principale:
- Joanna Garland
- Liang En-shuo
- Sabine Lisicki
- Zhang Ling
- Zheng Saisai

Le seguenti giocatrici sono passate dalle qualificazioni:
- Jang Su-jeong
- Tereza Martincová
- Elena-Gabriela Ruse
- Zhang Yuxuan

Le seguenti giocatrici sono entrate in tabellone come lucky loser:
- Lizette Cabrera
- Ng Kwan-yau

## Campionesse

### Singolare
Luksika Kumkhum ha sconfitto in finale  Sabine Lisicki col punteggio di 6–1, 6–3.

### Doppio
Ankita Raina /  Karman Thandi hanno vinto il titolo a seguito del ritiro in finale di  Olga Doroshina /  Natela Dzalamidze sul punteggio di 6–3, 5–7, [12–12].